# Бюхель, Штефан
Ште́фан Бю́хель (нем. Stefan Büchel, родился 30 июня 1986 года) — лихтенштейнский футболист, полузащитник. Известен по выступлениям за клубы «Вадуц» и «Эшен-Маурен» в чемпионатах Швейцарии. За сборную Лихтенштейна сыграл 9 матчей.

## Статистика в сборной
| 1 | 12 ноября 2005  | Македония         | 1:2 | Товарищеский матч                         |
| 2 | 24 марта 2007   | Северная Ирландия | 1:4 | Чемпионат Европы 2008 (отборочный турнир) |
| 3 | 28 марта 2007   | Латвия            | 1:0 | Чемпионат Европы 2008 (отборочный турнир) |
| 4 | 22 августа 2007 | Северная Ирландия | 1:3 | Чемпионат Европы 2008 (отборочный турнир) |
| 5 | 11 февраля 2009 | Исландия          | 0:2 | Товарищеский матч                         |
| 6 | 6 июня 2009     | Исландия          | 1:2 | Чемпионат мира 2010 (отборочный турнир)   |
| 7 | 12 августа 2009 | Португалия        | 0:3 | Товарищеский матч                         |
| 8 | 5 сентября 2009 | Россия            | 0:3 | Чемпионат мира 2010 (отборочный турнир)   |
| 9 | 10 октября 2009 | Азербайджан       | 0:2 | Чемпионат мира 2010 (отборочный турнир)   |